# Apricale
Apricale ist eine italienische Gemeinde in der Provinz Imperia in Ligurien und ist Mitglied der Vereinigung I borghi più belli d’Italia (Die schönsten Orte Italiens).

## Lage und Einwohner
Apricale liegt etwa 15 km nördlich von Ventimiglia im Merdanzo-Tal, einem Nebental der Nervia, und hat 611 Einwohner (Stand 31. Dezember 2023). Der Name des Ortes leitet sich vom lateinischen Apricus (besonnt) ab. Apricale gehört zum Gemeindeverband Comunità Montana Intemelia. In der Umgebung wird auch der einzig nennenswerte DOC-Rotwein Liguriens angebaut – der Rossese di Dolceacqua.

## Geschichte
Apricale wurde im 9. Jahrhundert gegründet und erhielt 1267 die älteste autonome Verfassung in Ligurien, die nach der Herrschaft der Grafen von Ventimiglia und noch vor der Herrschaft der Familie Doria (ab 1276) entstand.

## Sehenswürdigkeiten
Die schmalen, steilen Gassen des Ortes sind geprägt durch überdachte Durchgänge und Steinarkaden, die im lokalen ligurischen Dialekt als „carugi“ bezeichnet werden. Die Wandmalereien sind Werke verschiedener Künstler aus Anlass der „Giornata dell'Affresco“, einer Veranstaltung für Freskenmalerei.
Um den zentralen Platz Piazza Vittorio Emanuelle II herum befinden sich das San Bartolomeo-Oratorium mit einer Barockfassade, die von einem Glockenturm überragt wird, in erhöhter Position die Pfarrkirche Purificazione di Maria Vergine und die Lehnsburg (heute Castello della Lucertola genannt). Der Kirchturm ist seit dem Jahr 2000 durch ein auf dem Dach befestigtes Fahrrad markant gekennzeichnet.

## Bilder

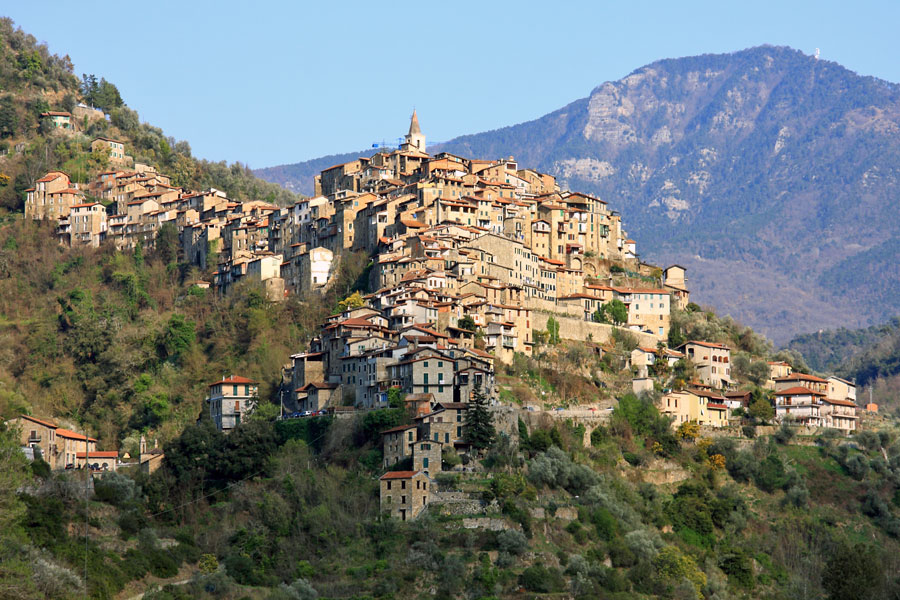
Panoramaansicht von Apricale
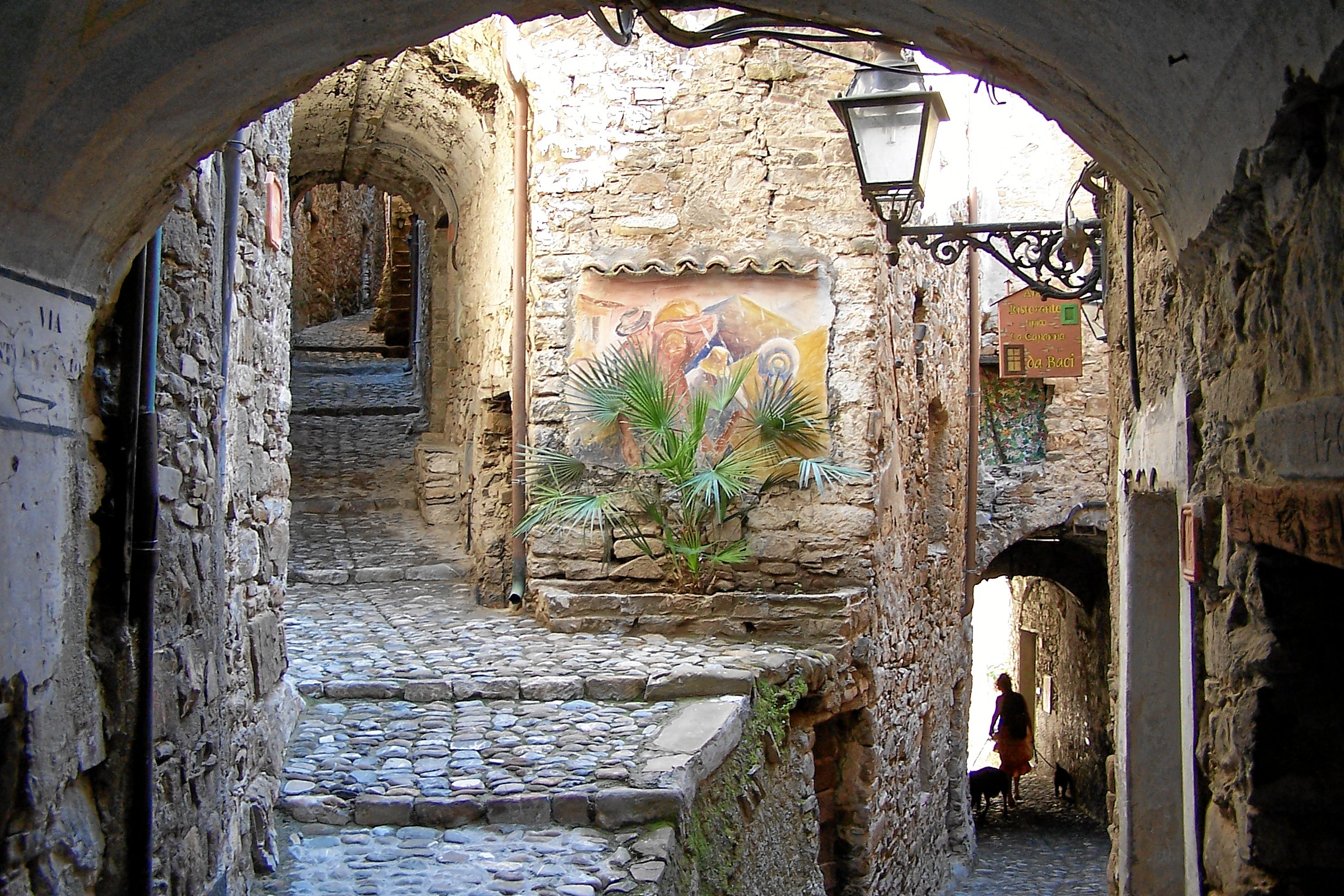
Überdachte Steinarkade mit Blick auf Fresko
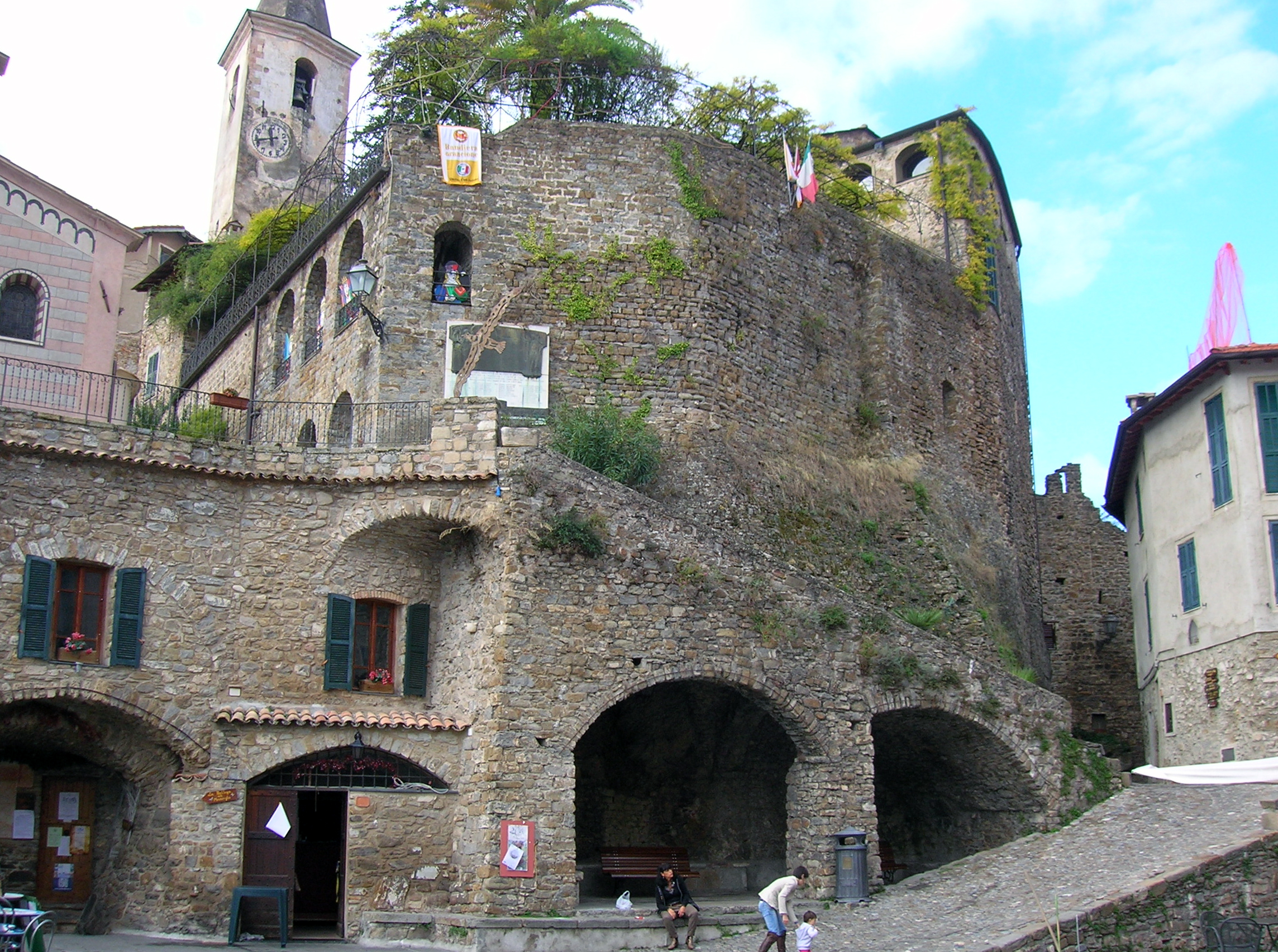
Castello della Lucertola
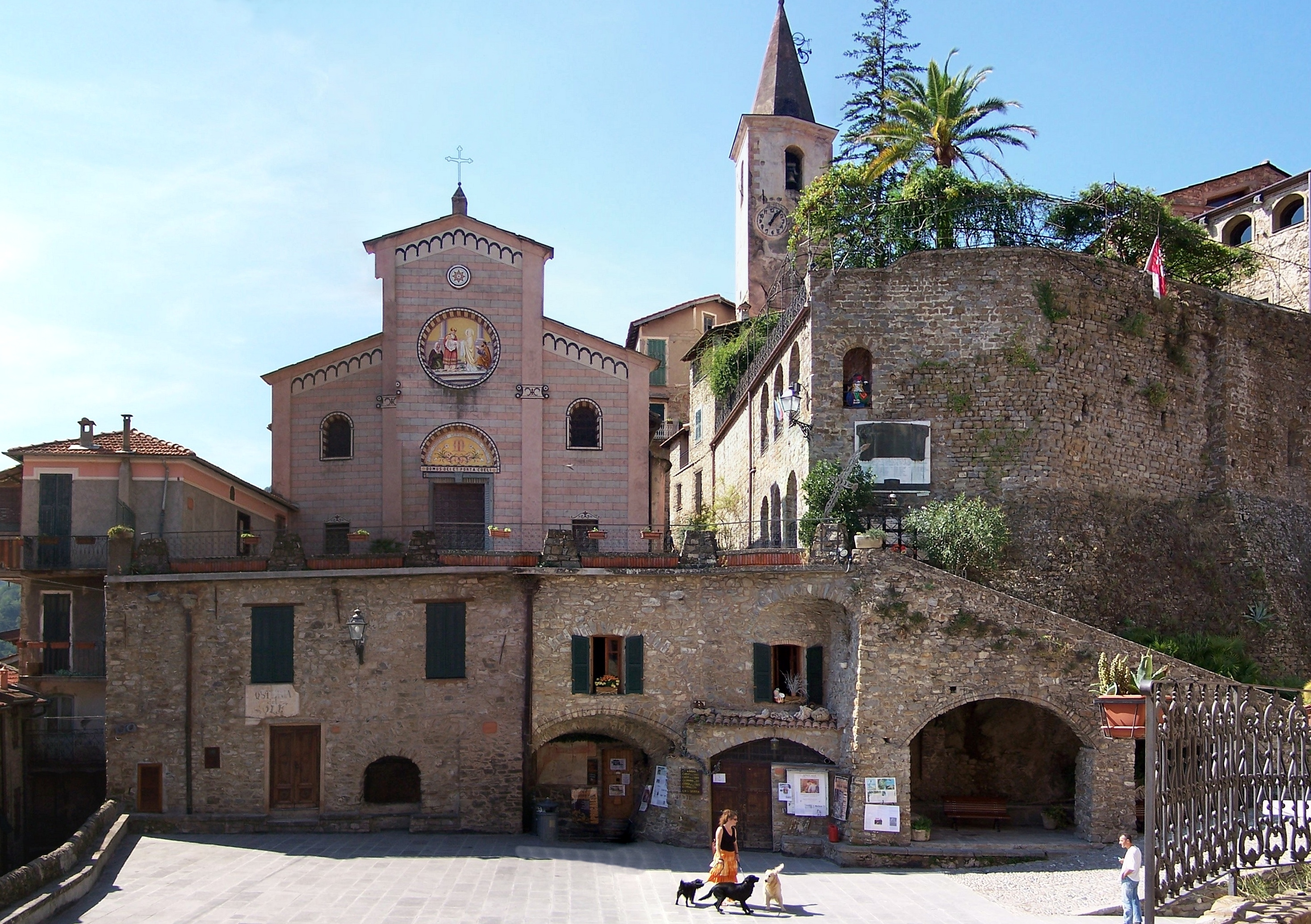
Pfarrkirche Purificazione di Maria Vergine und Castello della Lucertola
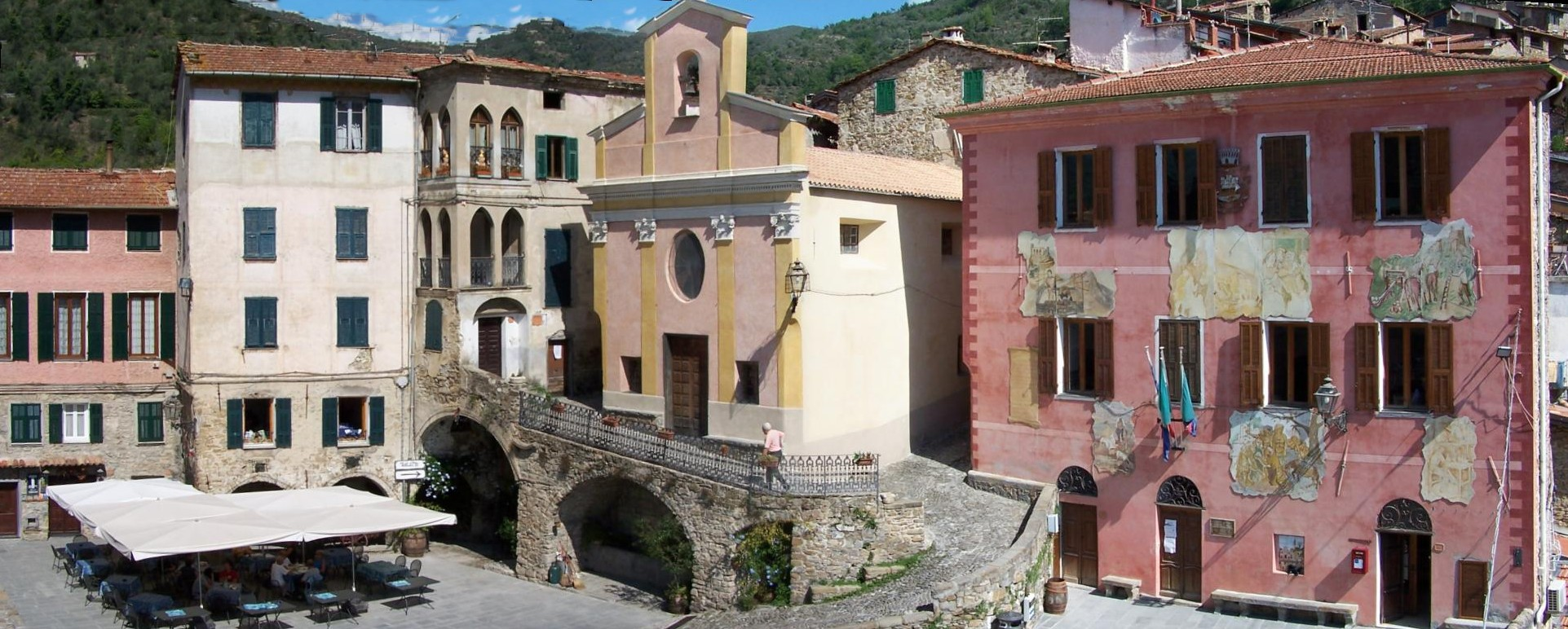
Piazza Vittorio Emanuelle II mit San Bartolomeo